# Bosons W et Z
Cet article court présente un sujet plus développé dans : Boson W et Boson Z.
Les bosons W et Z, regroupant les deux bosons W (W+ et W−, chargés électriquement) et le boson Z (neutre), sont des particules élémentaires. Ce sont les bosons de jauge de l'interaction faible.